# Jicchak-Me'ir Levin
Rabi Jicchak-Me'ir Levin (hebrejsky יצחק-מאיר לוין‎, 30. ledna 1893 – 7. srpna 1971) byl polsko-izraelský židovský ultraortodoxní politik, ministr izraelské vlády a vůdce hnutí Agudat Jisra'el. Byl jedním ze třiceti sedmi signatářů izraelské deklarace nezávislosti.

## Biografie
Narodil se ve městě Góra Kalwaria (v jidiš známém jako Ger) v Ruském impériu (dnešní Polsko) a předtím, než se stal rabínem, studoval na ješivách.
V Polsku založil hnutí Agudat Jisra'el, za něž byl v roce 1924 zvolen do varšavské městské rady a o pět let později do prezidia světové Agudat Jisra'el. V roce 1937 byl zvolen jedním ze dvou spolupředsedů výkonného výboru hnutí a o tři roky později se stal jejím jediným předsedou. Angažoval se též v založení školy Bejt Ja'akov pro religiózní židovské dívky.
V letech 1937 až 1939 byl poslancem polského Sejmu (parlamentu) za Agudat Jisra'el. Po vypuknutí druhé světové války pomáhal uprchlíkům ve Varšavě a v roce 1940 imigroval do britské mandátní Palestiny, kde se stal vůdcem místní Agudat Jisra'el.
Byl jedním ze signatářů izraelské deklarace nezávislosti a po vzniku Izraele se stal členem prozatímní vlády Davida Ben Guriona, v níž zastával post ministra sociální péče. V prvních parlamentních volbách byl zvolen poslancem Knesetu za Sjednocenou náboženskou frontu (alianci čtyř hlavních náboženských stran) a svůj ministerský post si udržel i během prvního a druhého Knesetu.
Svůj poslanecký mandát obhájil i ve volbách v roce 1951, po nichž opět zastával stejný ministerský post. V roce 1952 však na svou ministerskou funkci rezignoval na protest proti zákonu o povinné vojenské službě žen. Poslancem zůstal až do své smrti v roce 1971, ale již nikdy nezískal ministerský post.